# Alma Pérez
Artikeln följer den spanska namnseden; faderns efternamn är Pérez och moderns efternamn Parrado.
Alma María Pérez Parrado, född 21 december 2001, är en spansk taekwondoutövare. 

## Karriär
I maj 2022 vid EM i Manchester tog Pérez silver i 53 kg-klassen efter en finalförlust mot turkiska Zeliha Ağrıs. I juni 2023 vid europeiska spelen i Kraków-Małopolska tog hon silver i 53 kg-klassen efter en finalförlust mot kroatiska Ivana Duvančić.